# Gnathogolofa bicolor
Gnathogolofa bicolor är en skalbaggsart som beskrevs av Ohaus 1910. Gnathogolofa bicolor ingår i släktet Gnathogolofa och familjen Dynastidae. Inga underarter finns listade i Catalogue of Life.